# Rhythmic AC
Rhythmic Adult Contemporary är ett format använt av radiostationer i USA och Kanada. Som många andra adult contemporary-radiostationer spelar inte Rhythmic AC rapp-musik. Formatet attraherar främst den äldre publiken; mellan 25 och 54 år. 
Radiostationer som använder sig av formatet spelar ofta mycket disco från 1970 och tidiga 1980, dans/popmusik, vuxenvänlig hip hop, R&B, dans/freestyle från 1980. 

## Populära artister inom formatet
- Aaliyah
- Brandy
- Abba
- Ace of Base
- Akon
- TLC
- Alicia Keys
- Bee Gees
- Britney Spears
- Carrie Lucas
- CeCe Peniston
- Cheryl Lynn
- Christina Aguilera
- Coro
- Michael Jackson
- Deniece Williams
- Destiny's Child
- Donna Summer
- En Vogue
- Leona Lewis
- Rihanna
- SOS Band
- T-Pain
- Taylor Dayne
- Beyonce Knowles
- Whitney Houston
- Robyn